# 奧特鎮區 (堪薩斯州考利縣)
奧特鎮區（英語：Otter Township）為美國堪薩斯州考利縣轄下的鎮區。2010年美国人口普查中該鎮區人口有40人。

## 地理
奧特鎮區涵蓋總面積為134.95平方（52.10平方英里），境內沒有已建制定居點。

### 墓園
根據美國地質調查局的資料，此鎮區擁有1座墓園：
- 錫達克里克墓園（Cedar Creek Cemetery）

### 溪流
通過此鎮區的溪流有：
- 吉姆溪（Jim Creek）
- 小比弗溪（Little Beaver Creek）
- 北錫達溪（North Cedar Creek）
- 謝弗溪（Shafer Creek）
- 南錫達溪（South Cedar Creek）

## 人口統計
根據2010年美國人口普查，奧特鎮區人口有40人，住房22戶，人口密度為0.3人/每平方公里。此鎮區居民之種族中，白人佔87.5%，非裔美國人佔0%，美洲原住民佔12.5%，亞裔美國人佔0%，太平洋島裔美國人佔0%，其他種族佔0%，混血種族則佔0%。而西班牙裔或拉丁裔美國人佔此鎮區人口的2.5%。

## 外部連結
- City-Data.com（页面存档备份，存于）